# Myopotta pallipes
Myopotta pallipes is een vliegensoort uit de familie van de blaaskopvliegen (Conopidae). De wetenschappelijke naam van de soort is voor het eerst geldig gepubliceerd in 1824 door Wiedemann in Meigen.